# Jakob Trolle
Jakob (eller Joachim) Trolle, født 21. maj 1475, Ed, Småland, død 1546, til Lillö og Knabstrup, var en skånsk adelsmand og dansk ridder, søn af den svenske rigsråd Arvid Trolle og Beate Iversdatter Thott.
Jakob Trolle var 1517 sammen med Søren Norby admiral for den flåde, som blev sendt til undsætning af nevøen Gustaf Trolle på Stäkeborg.

## Ægteskab
Jakob Trolle var gift med Kirsten Skave (død 18. september 1534 på Knabstrup), og fik femten børn, heriblandt sønnerne Herluf (14. januar 1516 – 25. juni 1565) og Børge (14. juli 1501 – 1571).